# Погасшие огни
Пога́сшие огни́ (нем. Feuersnot) — одноактная комическая опера Рихарда Штрауса на либретто Э. фон Вольцогена, по мотивам одноимённой фламандской сказки. Авторский подзаголовок — «поэма для пения» (нем. Singgedicht). Премьера состоялась в Дрезденской опере 21 ноября 1901 года.

## История оперы

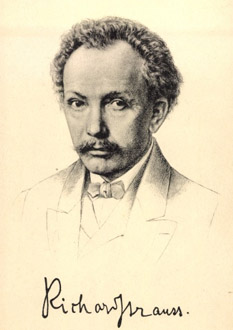
Портрет Штрауса 1900 года.

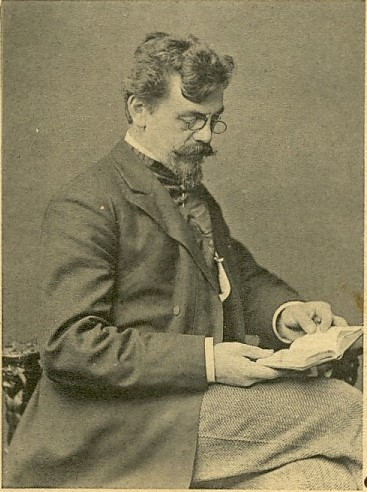
Эрнст фон Вольцоген

Либреттистом для оперы был Эрнст фон Вольцоген, который в 1901 году основал Überbrettl (нем. «Сверх-кабаре»), место ставшее началом немецкого кабаре-движения, которое впоследствии расцвело в Веймарской республике.
Стиль оперы соответствовал стремлению Штрауса к чему-то непочтительному и циничному, с большим количеством слов (включая имена Вагнера и Штрауса) и детским хором, поющим «строфы якобы народной песни на широком диалекте».
Ажиотаж вокруг оперы был связан с достаточно вызывающими действиями и фразами, содержащимися в ней. В то время сексуальные и эротические подтексты вызывали тревогу у зрителей, а также у более консервативных музыкантов. Многие давили на композитора, пытаясь урезонить его, но Штраус и дирижёр премьеры в Дрездене, Эрнст фон Шух, придерживались своего исходного видения.
Премьера в Дрезденской опере, состоявшаяся 21 ноября 1901 года, имела большой успех: Густав и Альма Малер были рядом, и она вспоминает в своем дневнике, что Штраус был в восторге от «бесконечных занавесок».
Успех в Дрездене привел к тому, что «Погасшие огни» были поставлены во многих театрах по всей Германии, включая выступление во Франкфурте во главе с самим Штраусом. Представление оперы в Вене оказалось более проблематичным для Густава Малера из-за необходимости удовлетворить цензуру, ставившую преграды для постановки. Малер написал Штраусу в середине 1901 года: «Что касается «Погасших огней», цензор, кажется, ужасно недоволен, что усложняет дело, поскольку работа еще не закончилась, так что я не в состоянии послать контракты на «Погасшие огни». Я боюсь, что вам, возможно, придется согласиться с  изменениями... Увы, не будет успокоения» 
Венская премьера, наконец, состоялась 29 января 1902 года с участием Штрауса. Он написал Малеру: «Присылайте мне мою сердечную благодарность за несравненно красивое исполнение, которое вы дали моей работе на прошлой неделе ...» (письмо 4 февраля 1902 года). Венская публика и критики были менее восторжены, чем немецкие. Макс Граф написал: «Критики единодушно отвергли работу». Малер написал Штраусу 18 февраля: «Я испытываю отвращение к отношению венской прессы и, прежде всего, к всеобщему согласию со стороны общественности, что я не могу ее преодолеть!». Он снял работу после четырёх разочаровывающих выступлений, хотя в этом году 14 марта (с «популярным балетом») он сделал ещё одно выступление.
В Берлине оперу ждала более успешная постановка. Было дано семь спектаклей, премьерный состоялся 28 октября 1902 года

Тем не менее, императрица проявила неприязнь к непристойному содержанию оперы, а император (кайзер) Вильгельм запретил показ. Штраус продолжал включать музыку из сцены любви в свои оркестровые концерты.
Опера была дважды возрождена в Вене, сначала в 1905 году Малером с 7 спектаклями  и в 1922 году самим Штраусом с 6 спектаклями.  Штраус писал к концу своей жизни.

«Почти во всех биографических статьях, которые я читал, я встречал неправильное отношение к «Погасшим огням». Один забывает, что это, безусловно, далеко не идеальная работа, все еще вводит в природу старую оперу новый субъективный стиль только в самом начале века. Это своего рода приподнятое настроение».
В Лондоне он был представлен 9 июля 1910 года, в то время как премьера в США не давалась до 1 декабря 1927 года Филадельфийской гражданской оперной труппой в Филадельфийском [Доме Метрополитен-оперного театра] с Джорджем Расели в качестве Ганделфингена и Александра Смаленса. Премьера в  Цюрихе не состоялась до 1953 года.
 Премьера в Нью-Йорке состоялась в 1985 году в Манхэттенской музыкальной школе. Она был представлена The Santa Fe Opera в течение летнего сезона 1988 года. В Великобритании группа Chelsea Opera Group представила концертное выступление в 2000 году.
В 2014 году, юбилейный год Страуса, опера «Погасшие огни» была возрождена многочисленными оперными театрами по всему миру. Театр Массимо поставил оперу в январе 2014 года, и были концертные выступления в том же году, которые были предоставлены Bayerischer Rundfunk в Мюнхене в феврале, в  Дрездене Semperoper. Итан Пессен, бывший оперный режиссёр Земпера и художественный советник Театра Массимо Палермо дважды исполнял оперу за этот сезон. Другие выступления в 2014 году включают в себя «Фольксопер» в Вене, театр «Кайзерслаутерн», «Театр имени Гертнерплац» в Мюнхене и Карнеги-холл.

## Действующие лица
| Роль                                               | Тип голоса    | Премьера, 21 ноября 1901 года Дирижёр: Эрнст фон Вольцоген |
| -------------------------------------------------- | ------------- | ---------------------------------------------------------- |
| Schweiker von Gundelfingen, der Burgvogt           | тенор         | Франц Петтер                                               |
| Ortolf Sentlinger / Ортольф Зентлингер, бургомистр | бас           | Франц Небушка                                              |
| Diemut / Димут, его дочь                           | сопрано       | Annie Krull                                                |
| Elsbeth / Елизавета, её подруга                    | меццо-сопрано | Огюст Лаутенбахер                                          |
| Wigelis / Вигелис, её подруга                      | контральто    | Ирэн фон Чаванн                                            |
| Margret / Маргарита, её подруга                    | сопрано       | Минни Наст                                                 |
| Kunrad, der Ebner                                  | баритон       | Карл Шайдемантель                                          |
| Jörg Pöschel, der Leitgeb                          | бас           | Эрнст Вахтер                                               |
| Hämerlein, der Fragner                             | баритон       | Йозеф Хёпфл                                                |
| Kofel, кузнец                                      | бас           | Фридрих Плашке                                             |
| Kunz Gilgenstock, хлебник и пивовар                | бас           | Ханс Гейслер                                               |
| Ortlieb Tulbeck, der Schäfflermeister              | тенор         | Антон Эрл                                                  |
| Ursula / Урсула, его жена                          | контральто    | Франциска Шафер                                            |
| Ruger Aspeckl, гончар                              | тенор         | Теодор Круис                                               |
| Walpurg / Вальпургия, его жена                     | сопрано       | Гизела Штаудигль                                           |
| Граждане, женщины, дети,                           |               |                                                            |

## Сюжет
Место: Средневековый Мюнхен
Время: Ночь
All warmth springs from woman, All light from love does flow –
Truly, only the heat of a virgin’s body can ignite your fires.
Во время праздника солнцестояния любовники клянутся быть верными, прыгая через пламя костра (известный традиционно как Иоганнесфейр, Св. Иоанна). Любовь в воздухе, и дети собирают дрова для пламени солнцестояния.
В городе появился колдун, Кундрад, захватив дом старого колдуна. Его присутствие беспокоит людей и приводит к большим предположениям. К большому удивлению, он предлагает детям свой дом для пламени солнцестояния. Дочь мэра Диемут и её трое друзей заинтригованы Кунрадом, и друзья находят его довольно привлекательным. Диемут менее впечатлен. Кундрад больше привлекает Диемута.
К всеобщему шоку он подходит к Диемуту и целует её публично. Она отталкивает его, но замышляет отомстить за оскорбление. Она обещает привести его в свою комнату в корзине. Он соглашается, но она оставляет его на полпути. В отместку он утоляет все праздничные костры и осуждает людей как обывателей. Он устанавливает условие: единственный способ восстановить огонь - через «тело девственной в жару», которая шокирует население. Однако после некоторой мысли они убедили Диемута уступить Кунраду. Она делает это, и после того, как у неё впервые появился сексуальный опыт (изображенный в оркестровой «Сценке любви»), с сияющим в её комнате светом, пожары восстанавливаются, и Дием и Кундрад начинают петь песню о любви.

## Музыкальное исполнение
| Год         | Исполнитель (Дием, Кунрад)            | Дирижёр, Оперный театр и оркестр                                                                                       | Лейбл                                           |
| ----------- | ------------------------------------- | --- | ----------------------------------------------- |
| 1958        | Мод Каниц Марсель Кордес              | Рудольф Кемпе Баварская государственная опера Оркестр и хор (концертная запись)                                        | Orfeo D'Or Cat: 423962                          |
| 1978        | Гундула Яновиц, Джон Ширли-Куирк      | Эрих Лайнсдорф Немецкий симфонический оркестр Берлина, Хор мальчиков Бад-Тёльца, Камерный хор RIAS (концертная запись) | CD: Deutsche Grammophon Cat: 479 2414.          |
| 1985        | Юлия Варади, Бернд Вайкль             | Хайнц Фрике Симфонический оркестр Мюнхенского радио, Хор мальчиков Бад-Тёльца, Хор Баварского радио                    | CD: Arts Cat: 47546-2                           |
| 2013 (1965) | Ингрид Бьонер, Марсель Кордес         | Йозеф Кайльберт Симфонический оркестр и хор Кёльнского радио                                                           | CD: Gala Cat: GL 100-540                        |
| 2014        | Симона Шнайдер, Маркус Эйш            | Ульф Ширмер Симфонический оркестр Мюнхенского радио, Детский хор "Gärtnerplatz", Хор Баварского радио                  | CD: CPO Cat: CPO: 777920-2                      |
| 2015        | Никола Беллер Карбоне, Дитрих Хеншель | Габриэле Ферро Оркестр, хор и детский хор Театра Массимо                                                               | Arthaus Musik Cat: Arthaus 109065 (DVD), 109066 |